# Grenada County
Das Grenada County ist ein County im US-Bundesstaat Mississippi. Das U.S. Census Bureau hat bei der Volkszählung 2020 eine Einwohnerzahl von 21.629 ermittelt.
Der Verwaltungssitz (County Seat) ist Grenada.

## Geographie
Das County liegt im mittleren Norden von Mississippi und hat eine Fläche von 1164 Quadratkilometern, wovon 71 Quadratkilometer Wasserfläche sind. Es grenzt an folgende Countys:
| Tallahatchie County | Yalobusha County                  |                |
| Leflore County      |                                   | Calhoun County |
|                     | Carroll County, Montgomery County | Webster County |

## Geschichte
Das Grenada County wurde am 9. Mai 1870 aus Teilen des Carroll-, Choctaw-, Tallahatchie- und Yalobusha County gebildet. Benannt wurde es, ebenso wie die Bezirkshauptstadt, nach der Insel Grenada der Kleinen Antillen.
15 Bauwerke und Stätten des Countys sind im National Register of Historic Places eingetragen (Stand 1. Februar 2018).

## Demografische Daten

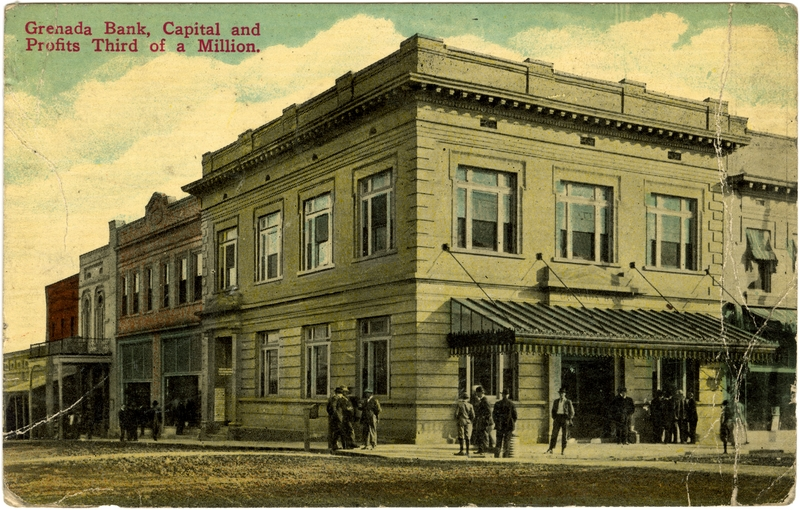
Grenada Bank, gelistet im NRHP

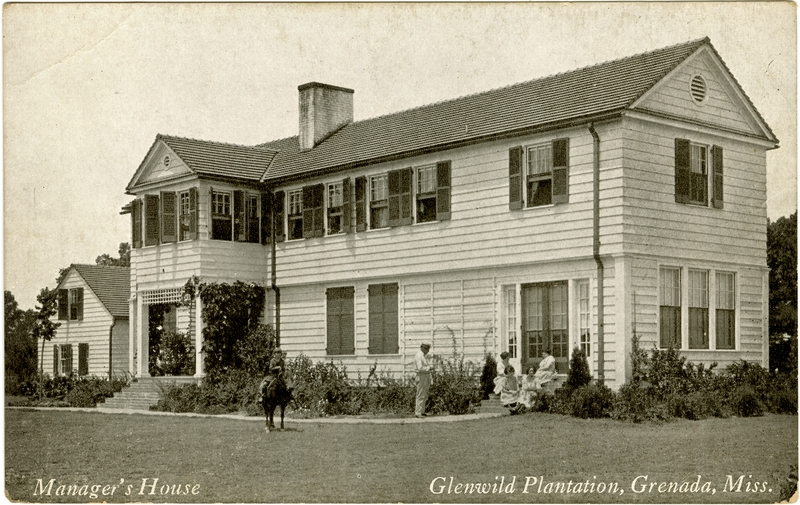
Glenwild Plantation Managers House, gelistet im NRHP

Nach der Volkszählung im Jahr 2000 lebten im Grenada County 23.263 Menschen in 8820 Haushalten und 6297 Familien. Die Bevölkerungsdichte betrug 21 Personen pro Quadratkilometer. Ethnisch betrachtet setzte sich die Bevölkerung zusammen aus 57,92 Prozent Weißen, 40,93 Prozent Afroamerikanern, 0,14 Prozent amerikanischen Ureinwohnern, 0,34 Prozent Asiaten, 0,02 Prozent Bewohnern aus dem pazifischen Inselraum und 0,13 Prozent aus anderen ethnischen Gruppen; 0,52 Prozent stammten von zwei oder mehr Ethnien ab. 0,62 Prozent der Bevölkerung waren spanischer oder lateinamerikanischer Abstammung, die verschiedenen der genannten Gruppen angehörten.
Von den 8820 Haushalten hatten 33,9 Prozent Kinder unter 18 Jahren, die mit ihnen lebten. 48,9 Prozent waren verheiratete, zusammenlebende Paare, 18,6 Prozent waren allein erziehende Mütter und 28,6 Prozent waren keine Familien. 25,3 Prozent aller Haushalte waren Singlehaushalte und in 10,6 Prozent lebten Menschen im Alter von 65 Jahren oder darüber. Die durchschnittliche Haushaltsgröße lag bei 2,58 und die durchschnittliche Familiengröße bei 3,09 Personen.
27,2 Prozent der Bevölkerung war unter 18 Jahre alt, 9,0 Prozent zwischen 18 und 24, 27,5 Prozent zwischen 25 und 44, 22,0 Prozent zwischen 45 und 64 Jahre alt und 14,4 Prozent waren 65 Jahre oder älter. Das Durchschnittsalter betrug 36 Jahre. Auf 100 weibliche kamen statistisch 87,8 männliche Personen und auf 100 Frauen im Alter von 18 Jahren oder darüber kamen 83,9 Männer.

Das durchschnittliche Einkommen eines Haushaltes betrug 27.385 USD, das einer Familie 33.115 USD. Männer hatten ein durchschnittliches Einkommen von 28.969 USD, Frauen 21.567 USD. Das Prokopfeinkommen lag bei 13.786 USD. Etwa 17,6 Prozent der Familien und 20,9 Prozent der Bevölkerung lebten unterhalb der Armutsgrenze.

## Städte und Gemeinden
| - Elliott - Glenwild - Gore Springs - Grenada | - Hardy - Holcomb - Le Flore - Tie Plant |